# フリードリヒ4世 (オーストリア公)
フリードリヒ4世またはフリードリヒ無一文公（ドイツ語: Friedrich mit der leeren Tasche, 1382年 - 1439年6月24日）は、ハプスブルク家のオーストリア公（1402年 - 1439年）。1406年からフォーダーエスターライヒとチロル伯領を領有した。

## 生涯

### 四兄弟による相続
フリードリヒ4世は、オーストリア公レオポルト3世とヴェルデ・ヴィスコンティの間の末子であった。1379年のノイベルク条約で、レオポルト3世はインナーエスターライヒ（シュタイアーマルク公国、ケルンテン公国、クライン公国）およびチロル、シュヴァーベン公国を領することとなった。1386年にレオポルト3世がゼンパッハの戦いで戦死すると、その子であるヴィルヘルム、レオポルト4世、エルンスト、フリードリヒ4世の四兄弟は叔父のアルブレヒト3世の保護下におかれた。
1395年にアルブレヒト3世が死去すると、レオポルト系の兄弟たちはノイベルク条約で与えられていた権利を主張し始めた。翌1396年、ヴィルヘルムはインナーエスターライヒを、レオポルト4世はチロル伯領を支配することとなった。1402年になると、フリードリヒ4世は父の遺領のうちシュヴァーベン地方に散らばった所領の統治をすることとなった。この地域はフォーダーエスターライヒ（ドイツ語: Vorderösterreich）と呼ばれ、フリードリヒ4世はフライブルク・イム・ブライスガウに宮殿を置いた。1406年にヴィルヘルムが死去し、レオポルト系の領土はまたも再編された。レオポルト4世はフリードリヒ4世にチロルを与えた（ただし、1411年にレオポルト4世が死去するまでは共同君主の扱いだった）。

### オーストリア公として
治世初期のフリードリヒ4世は内憂外患に悩まされ続けた。1406/07年にはチロルで勃発した貴族反乱やトリエント司教領での反乱をなんとか鎮圧したが、財政が逼迫し、フリードリヒ4世に「無一文公」の通称がつく由縁となった。また1401年にシュヴァーベンのアッペンツェル市とザンクト・ガレン修道院の間に起きたアッペンツェル戦争では修道院に加担して介入したが失敗し、1411年にアッペンツェル市は原初同盟の傘下に入った。一方チロルにはバイエルン公シュテファン3世が侵入してきたが、これはウンターエンガディンの戦いで撃退に成功した。

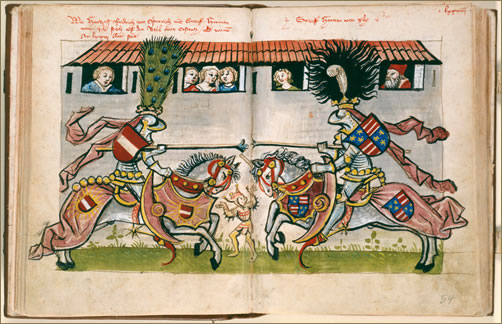
ツェリェ伯フリードリヒ2世と馬上槍試合を行うオーストリア公フリードリヒ4世

1411年に次兄レオポルト4世が死去すると、レオポルト3世の息子で残った三男エルンストと四男フリードリヒ4世はまたもレオポルト系ハプスブルク家の所領を分割した。フリードリヒ4世は旧領フォーダーエスターライヒに加え、単独のアルザスの領主、ブルクアウ辺境伯となった。1417年にはハプスブルク家の分家ハプスブルク・ラウフェンブルク家が断絶したことで、キーブルクを継承した。一方、南方のヴェネツィア共和国とは度々国境紛争を起こした末、ロヴェレートとラガリーナ谷を奪われた。
教会大分裂においては対立教皇ヨハネス23世を推し、1415年3月にコンスタンツ公会議で彼を擁護した。公会議を取り仕切ったローマ王ジギスムントはヨハネス23世を逮捕し廃位すると、フリードリヒ4世を帝国アハト刑に処した。フリードリヒ4世は民衆の支持を受けてチロルは保ったものの、西アールガウ、フライアムト、バーデン伯領を手放し、ハプスブルク家の故地を失うことになった。

### 晩年
1420年、フリードリヒ4世はチロル伯の宮廷をメラーノからインスブルックに移した。何度かの貴族反乱を経てチロル支配は安定し、銀の採掘がはじまったこともあってこの地域は繁栄し始めた。1424年6月10日、三兄エルンストが死去すると、その子で甥フリードリヒ5世（後の神聖ローマ皇帝フリードリヒ3世）とアルブレヒト6世の摂政としてインナーエスターライヒを統治した。晩年にはアレクサンデル・マゾヴィエツキに扇動されたチロルの反乱に苦しめられた。

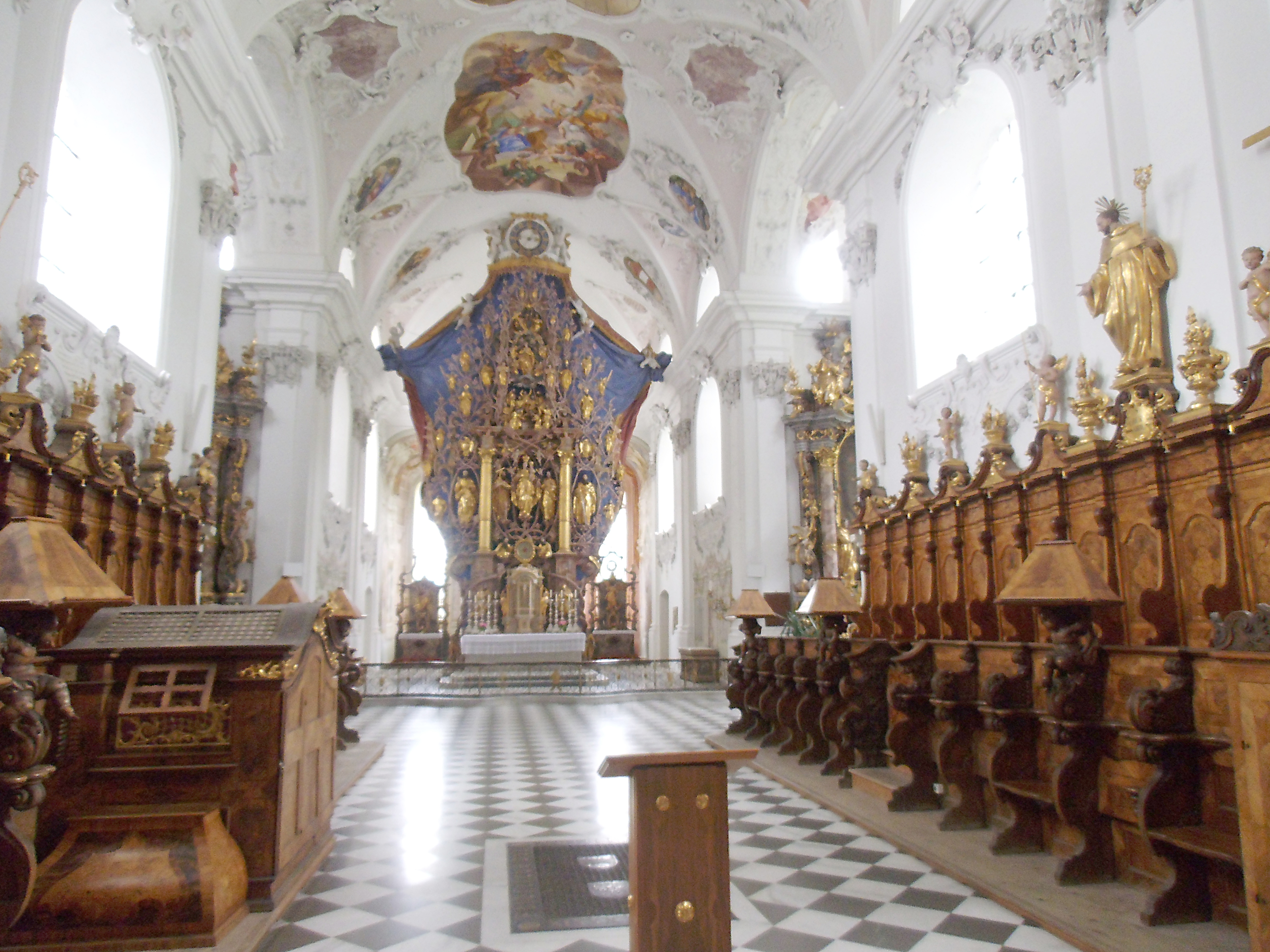
シュタムス修道院教会

1439年6月24日、フリードリヒ4世はインスブルックで死去し、チロルのシュタムスにあるシトー会修道院に埋葬された。

## 結婚と子女
1407年12月24日、インスブルックで神聖ローマ皇帝・プファルツ選帝侯ループレヒトの娘エリーザベトと結婚した。1408年12月27日に娘エリーザベトを産んだが、間もなく母子ともに亡くなってしまった。
1411年6月11日、ヴェルフ家のフリードリヒ1世の娘アンナ（1432年没）と結婚し、二男二女が生まれた。
- マルガレーテ（1423年 - 1424年）
- ヘートヴィヒ（1424年 - 1427年）
- ヴォルフガング（1426年）
- ジークムント（1427年 - 1496年）

唯一成年に達したジークムントが父フリードリヒ4世の遺領を継いだ。

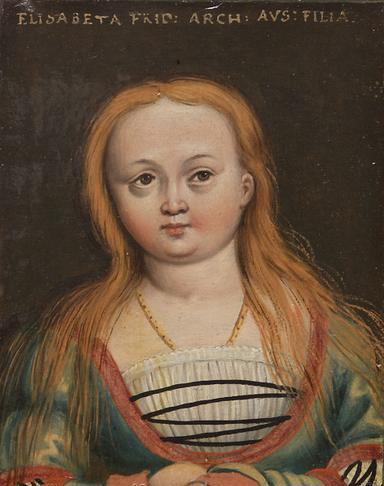
長女エリーザベト
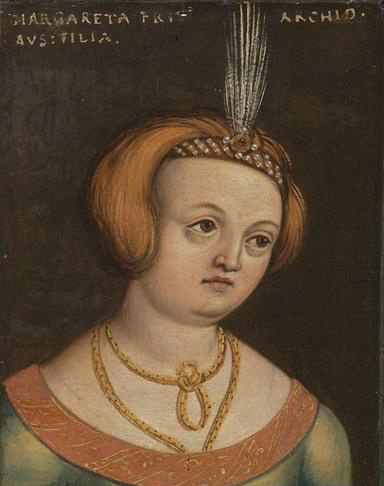
マルガレーテ
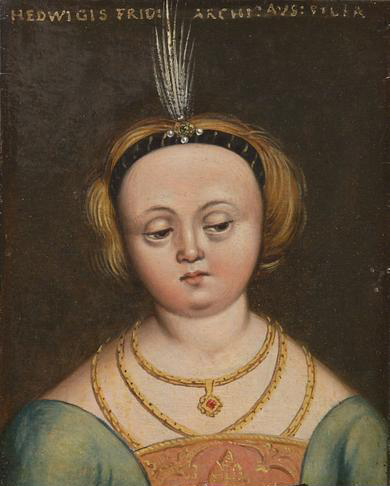
ヘートヴィヒ
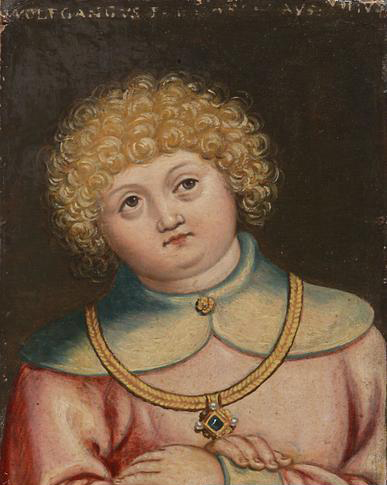
ヴォルフガング